# Каймер, Винцент
Винсент Каймер (нем. Vincent Keymer; род. 15 ноября 2004, Майнц) — немецкий шахматист, гроссмейстер (2020). Серебряный призёр чемпионата Европы 2021 и чемпионата мира по рапиду 2022. Чемпион Германии (2025). Участник двух шахматных олимпиад в составе сборной Германии (2022, 2024).

## Биография

### Детство, первые достижения
Каймер родом из музыкальной семьи. Его отец Кристоф — концертный пианист и профессор музыки в Университете Лейбница в Ганновере, а мать Хейке играет на виолончели в оркестре.
В шахматы научился играть в 5 лет. В 6 лет начал посещать шахматную секцию в родном городе Майнце. Талантливого юниора заметил Ганс Шмитт — организатор турниров в Майнце. Во второй половине 2010-х годов Шмитт начал исполнять обязанности менеджера Каймера. Он же провёл успешные переговоры с компанией Grenke, которая стала основным спонсором юного шахматиста. 

С юных лет шахматный талант Каймера был высоко оценен сильнейшими игроками мира. Так, 13-й чемпион мира Гарри Каспаров отметил способности шахматиста:
Винсент невероятно талантлив и может определенно пробиться на вершину шахматного мираГарри Каспаров
В 2015 году Каймера называли величайшим немецким шахматным талантом со времён Эмануила Ласкера.
В 2017 году Ганс заключил соглашение с Петером Леко — венгерский гроссмейстер вошёл в тренерский штаб Винсента.
Представлял Германию на юношеских чемпионатах Европы по шахматам и на юношеских чемпионатов мира по шахматам в различных возрастных группах. В 2015 и в 2017 годах в составе сборной Германии выигрывал командные чемпионаты Европы по шахматам среди юношей в возрастной группе до 18 лет. 

### Профессиональная карьера
В 2018 году выиграл главный турнир «Grenke Chess Open», с результатом 8/9 и заработал свой первый балл гроссмейстера (обогнал 49 гроссмейстеров, в том числе четырёх с рейтингом выше 2700).
В августе 2021 года Каймер преодолел рейтинг 2600, а в октябре 2022 года — порог 2700.
В январе 2024 года он поднялся на 12-е место в мировом рейтинге и стал первым среди игроков до 20 лет.
В феврале 2025 года одержал победу в крупном турнире по шахматам Фишера «Weissenhaus Freestyle Chess Grand Slam», получив первый приз в размере 200 000 долларов США.
В 2025 году подписал контракт с киберспортивной командой «Basilisk».
В 2025 году одержал победу на 96-м чемпионате Германии по шахматам с результатом 7 очков из 9.

### Личная жизнь
Каймер умеет играть на фортепиано. У Винсента есть младшая сестра, которая тоже играет на фортепиано, а также на виолончели.